# Emotionsarbeit (Hochschild)
Unter Emotionsarbeit versteht die amerikanische Soziologin A. R. Hochschild den Versuch, Emotionen zu verstärken, abzuschwächen oder umzuwandeln. Hochschild rechnet auch das Hervorrufen einer Emotion dazu. Demnach ist Emotionsarbeit die Art und Weise der Anpassung von Emotionen an gesellschaftliche Normen im Sinne der emotionalen Sozialisation (emotion work).

## Emotionale Sozialisation
Innerhalb von gesellschaftlichen Gruppen beobachten Menschen von Kindheit an ihre eigenen Gefühle, wie sie von ihnen selbst bewertet und wie die sichtbaren Gefühlsausdrücke von anderen beurteilt und sanktioniert werden. Im Verlaufe dieses emotionalen Sozialisationsprozesses erlernen Individuen die Gefühlserwartungen an sich selbst und an ihre Mitmenschen. Die Interaktionspartner erwarten, dass sie einander in einer bestimmten Situation diesen oder jenen äußerlichen Gefühlsausdruck hegen sowie, dass sie diese Erwartungen selbst erwarten (Erwartungserwartung) und zu einer Interaktion fähig sind.
Wenn Emotionen kognitiv entstehen, also durch die Bewertung des Ereignisses, was die Emotion auslöst, sind sie den Erwartungen entweder angepasst oder, wie in den meisten Fällen zu Beginn der Sozialisationsphase, sie werden von den Interaktionspartnern der Umwelt korrigiert. Wenn Menschen durch unerwartete Gefühlsanzeigen anderer ihre eigene Gefühlsordnung gefährdet sehen, versuchen sie, diese wiederherzustellen. Das geschieht entweder durch Mahnungen („Du solltest dich bedanken!“), ironische Kritik („Wir räumen heute nicht den Geschirrspüler ein, nein?!“), Forderungen („Sei ruhig etwas netter zu deiner Schwester!“) und ähnlichem. Durch eine große Anzahl von Verhaltens- bzw. Gefühlserwartungen entsteht mithin ein großes Spannungsfeld davon, aus dem das Individuum die angemessenste Reaktion heraussuchen muss. Das Gesamtbild dieser Gefühlsnormen bündelt sich zu sozialen Rollen, durch deren Einnahme man das „richtige Fühlen“ erlernt. Durch das in seiner Anzahl von Rollen größer werdende Rollenpaket weiß der einzelne Akteur, welche Gefühle er anderen schuldet und selbst einzufordern berechtigt ist. Die Auslösebedingungen von Reaktionen werden demnach durch die Rollen vermittelt.
In der emotionalen Sozialisation kommt also ein Normenkatalog zum Tragen. Er ist in die jeweilige Gefühlskultur eingebettet und enthält Gefühlsnormen, die den von einer Gesellschaft erwarteten „Soll“-Zustand von emotionalen Gefühlslagen in bestimmten Situationen angeben. Dem bestehenden Normenkatalog wird sich immer wieder angepasst, da der Mensch sich nach Prinzipien der Schmerzvermeidung und des Strebens nach Belohnung sowie möglichst vielen sozialen Beziehungen orientiert.
Der Soll-Zustand wird in Situationen, in denen nach außen hin gezeigte Emotionen gefordert sind, mit dem Ist-Zustand abgeglichen.
Wenn sich in einer Situation der erwartete Gefühlszustand mit dem bestehenden deckt, tritt emotionale Harmonie ein, Gefühlsarbeit ist in diesem Falle nicht erforderlich. Besteht jedoch eine emotionale Dissonanz, wird vom Individuum Gefühlsarbeit verrichtet.
Empfindet zum Beispiel eine Braut wenige Stunden vor ihrer Hochzeit eine große Trauer über etwas, das mit der Hochzeit selbst nicht im Zusammenhang steht und auch von keinem der Hochzeitsgäste noch von ihrem Bräutigam nachzuvollziehen wäre, kaschiert sie das Gefühl. Anstatt beispielsweise zu weinen oder ein bedrücktes Gesicht zu machen, wird sie „Glücklichsein“ vortäuschen und das Gefühl der Trauer unterdrücken.

## Unterschiedliche Arten der Emotionsarbeit
Mit Hilfe von „Emotionsarbeit lassen sich subjektives Empfinden und Gefühlsregeln in Übereinstimmung bringen“. Der Weg dorthin ist in unterschiedlichen Ansätzen begehbar. Die erste Möglichkeit ist das Oberflächenhandeln (engl. surface acting). Dabei wird nur äußerlich die entsprechende Emotion angezeigt, zum Beispiel durch ein aufgesetztes Lächeln oder ein künstliches Lachen. Eine persönliche Teilnahme an den Gefühlen findet nicht statt, die Emotion wird innerlich nicht übernommen. Der Ansatz erfolgt bei der Darstellung.
Demgegenüber steht das Tiefenhandeln oder Innere Handeln (engl. deep acting). Ziel ist dabei die Erreichung des wirklichen Fühlens des geforderten Gefühls. Das Fühlen passt sich der Norm an. Der Ansatz erfolgt beim inneren Gefühl.
Das Tiefenhandeln ist wiederum selbst auch noch einmal in zwei Kategorien differenzierbar. Zunächst betrifft das Tiefenhandeln einen Selbstzwang, das geforderte Gefühl erleben zu wollen. Es entsteht im Individuum ein Wille, das Gefühl hervorzurufen bzw. zu unterdrücken. Das Fühlen der Emotion geschieht um ihrer selbst willen. Beispiel dafür wären „Ich sah ihn an und beschloss, mich in ihn zu verlieben“ in Märchen oder das biblische Gebot „Du sollst nicht begehren deines Nächsten Haus“. Man soll also nicht nur nicht in das Haus eindringen wollen, sondern nicht einmal daran einen Gedanken hegen, das Wollen zu fühlen.
Die andere Art des Tiefenhandelns ist die sogenannte Stanislawski-Methode. Es ist ein für Schauspieler des russischen Theaters entwickeltes Konzept, genau nicht der ersten Variante des „deep acting“ nachzustreben. Stattdessen sollen Bilder aus dem bisherigen Leben abgerufen werden, die eine für den aktuellen Moment gebotene Emotion einmal erforderlich gemacht haben. Durch diese Aktivierung des emotionalen Gedächtnisses sollen Lachen, Weinen oder Ärger hervorgebracht werden und die Gedanken- und Erinnerungswelt als Quelle genutzt werden.